# تیساکچکه
شهر تیساکچکه (به مجاری: Tiszakécske) در باچ-کیش‌کون در کشور مجارستان واقع شده‌است. جمعیت این شهر ۱۱٫۶۶۲ نفر است.